# Asthenargus bracianus
Asthenargus bracianus là một loài nhện trong họ Linyphiidae.
Loài này thuộc chi Asthenargus. Asthenargus bracianus được František Miller miêu tả năm 1938.